# Psáře
Psáře (Duits: Psarsche) is een Tsjechische gemeente in de regio Midden-Bohemen, en maakt deel uit van het district Benešov. Het dorp ligt 8 kilometer afstand van de stad Vlašim.
Psáře telt 146 inwoners (2025).

## Geografie
De gemeente bestaat uit de volgende plaatsen:
- Psáře
- Dubovka

## Geschiedenis
De eerste schriftelijke vermelding van het dorp dateert van 1352.
Sinds 1960 maakt Psáře volledig deel uit van het district Benešov. Tot 23 november 1990 was Psáře een deelgemeente van Vlašim.
Het wapen en de vlag werden op 6 januari aan de gemeente toegekend, bij besluit van de voorzitter van de Kamer van Afgevaardigden van het Parlement van de Tsjechische Republiek.

## Verkeer en vervoer

### Autowegen
Psáře is te bereiken via diverse regionale wegen. Ook snelweg D1 loopt in de buurt van het dorp. 

### Spoorlijnen
Er is geen station in de gemeente. Het dichtstbijzijnde station is in Vlašim, op zo'n 12,5 kilometer afstand. Dat station ligt aan de spoorlijn van Praag naar Benešov en Vlašim.

### Buslijnen
Er zijn drie bushaltes in de gemeente:
| Halte          | Lijn(en) | Traject(en)                       | Vervoerder(s)             |
| -------------- | -------- | --------------------------------- | ------------------------- |
| Psáře, Psáře   | 483 487  | Vlašim - Chocerady Vlašim - Kolín | CŠAD Benešov CŠAD Polkost |
| Psáře, Lipina  | 483 487  | Vlašim - Chocerady Vlašim - Kolín | CŠAD Benešov CŠAD Polkost |
| Psáře, Veselka | 483 487  | Vlašim - Chocerady Vlašim - Kolín | CŠAD Benešov CŠAD Polkost |

## Bezienswaardigheden
- Kerk van de Heilige Drie-Eenheid

## Galerij

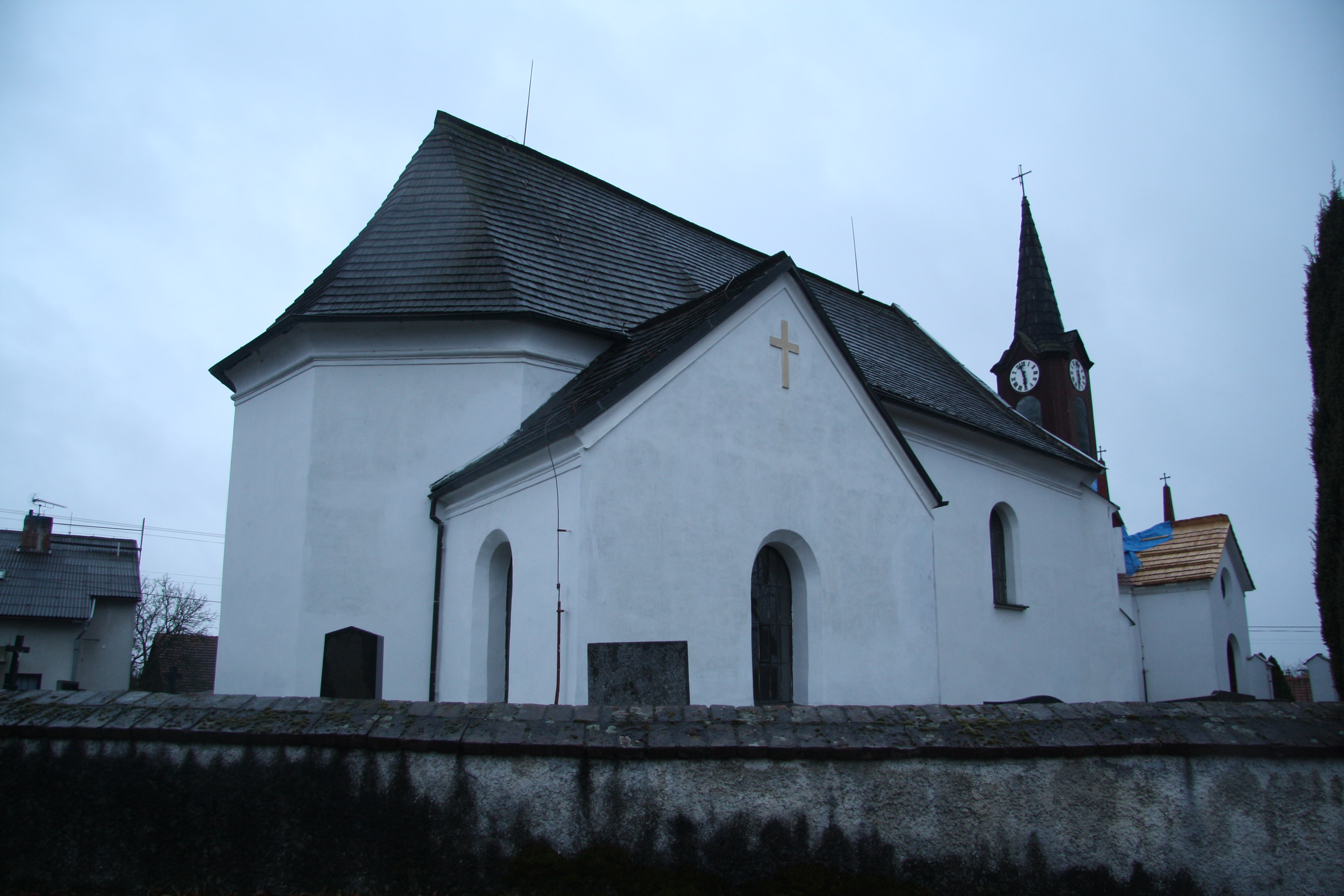
Kerk van de Heilige Drie-Eenheid (2017)
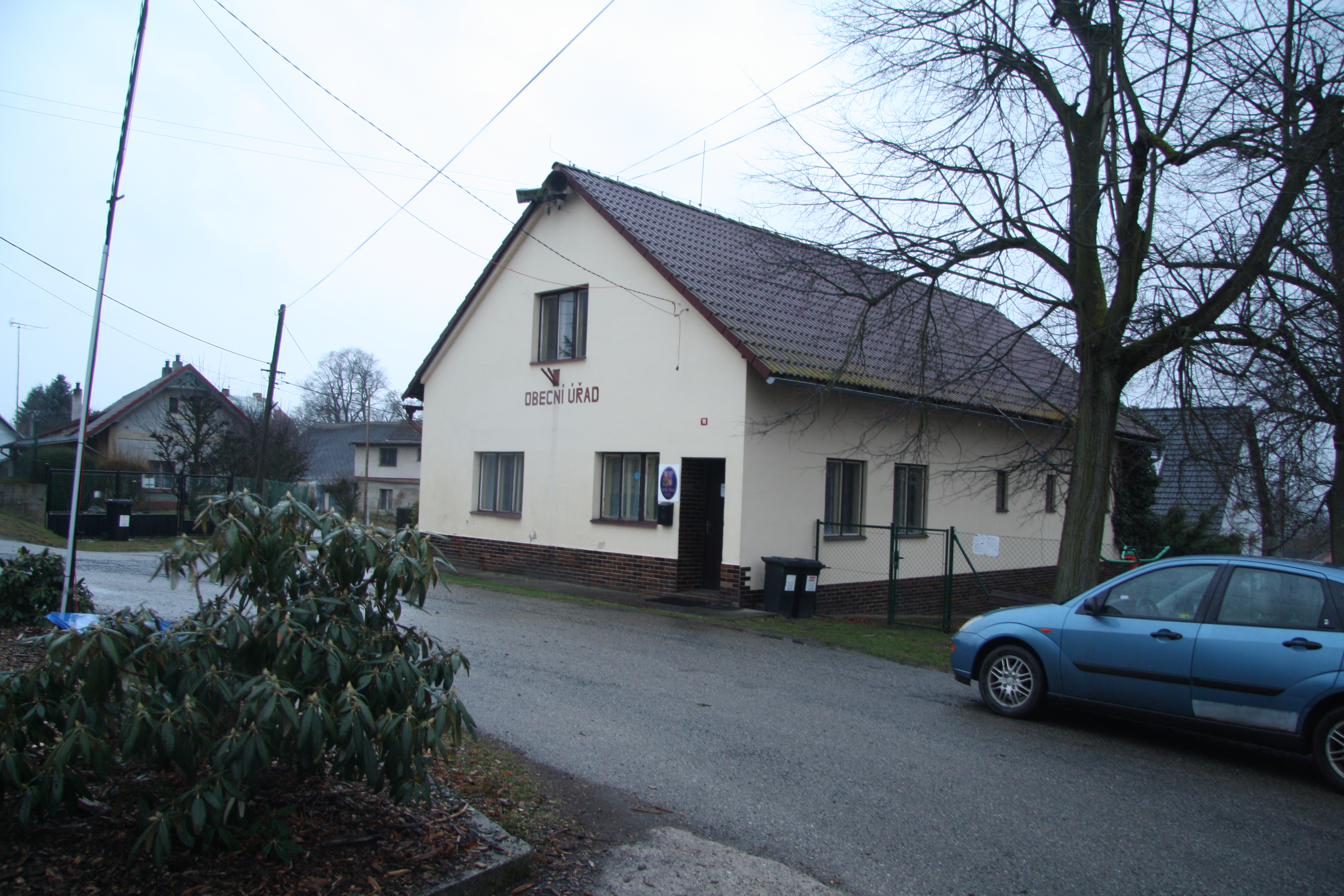
Gemeentehuis (2017)